# Ruta 19 (Uruguay)
La ruta 19 es una de las rutas nacionales de Uruguay. Atraviesa el país en sentido oeste-este recorriendo los departamentos de Durazno, Treinta y Tres y Rocha.

## Designación
Por ley 15497 del 9 de diciembre de 1983 se designó a esta ruta con el nombre del Coronel Lorenzo Latorre. Posteriormente fueron renombrados dos tramos; el primero de ellos, fue el tramo comprendido entre las rutas 6 y 7, con el nombre del General Basilio Muñoz, a través de la ley 16365 del 13 de mayo de 1993; el segundo tramo comprendido entre la ruta 15 y fin de la ruta 9 en la ciudad de Chuy, fue renombrado a través de la ley 17814 del 6 de septiembre de 2004 con el nombre de Horacio Arredondo.

## Recorrido
Se trata de una carretera discontinuada. El extremo más occidental de la carretera se encuentra en su empalme con la ruta 14, 5 km al este de la localidad de Villa del Carmen en el departamento de Durazno, mientras que su extremo más oriental se ubica en su empalme con la ruta 9 en la ciudad de Chuy, departamento de Rocha.

### Localidades en su recorrido
- Durazno: Villa del Carmen, Cerro Chato
- Treinta y Tres: Valentines, Villa Sara, Villa Passano
- Rocha: San Luis al Medio, 18 de Julio, Chuy

## Características
Estado y tipo de construcción de la carretera según el tramo:
| Tramo                     | Tipo de Red             | Tipo de Construcción   | Estado                                      |
| ------------------------- | ----------------------- | ---------------------- | ------------------------------------------- |
| Ruta 14-Cerro Chato       | Red nacional secundaria | Tosca                  | Regular                                     |
| Valentines-Ruta 8         | Red Departamental       | Tosca                  | Malo                                        |
| Ruta 8-Río Cebollatí      | Red Departamental       | sin datos              | sin datos                                   |
| Ruta 15-San Luis al Medio | Red nacional secundaria | Tratamiento Bituminoso | Regular, deformación en extremos de calzada |
| San Luis al Medio-Chuy    | Red nacional secundaria | carpeta asfáltica      | Bueno. (Se aprecian fisuras en carpeta)     |